# Hipana
|  | No s'ha de confondre amb Hípana. |

Hipana (grec antic: Ἵππανα) va ser una ciutat de Sicília esmentada per Polibi. Diu que la van prendre per assalt els romans a la Primera Guerra Púnica l'any 260 aC.
Diodor de Sicília esmenta en aquesta campanya la conquesta romana d'una ciutat anomenada Sittana, probablement la mateixa que Hipana. Esteve de Bizanci també l'anomena Ἵπανα ('Hípana'), però amb només una pe i a més esmenta a Polibi com a font. Cap altre autor la menciona, però sembla que s'hauria de situar a la vora de Panorm (avui Palerm). Plini el Vell parla dels ipanenses entre els habitants de Sicília, nom que inicialment semblava que era ichanenses en alguns manuscrits. Com que Esteve de Bizanci parla d'una ciutat siciliana anomenada Ichana, els ichanenses podrien ser d'aquell lloc.